# Vincent de Saint-Louis
Vincent de Saint-Louis (1600-1655) est un carme déchaux hollandais, fondateur, avec Jean Bertius de la Mission de son Ordre dans les Provinces-Unies.

## Biographie
Vincent de Saint-Louis est né à Leyde (Pays-Bas) en 1600, dans une famille calviniste, dont le nom était Stalpaert. À l'âge de quatorze ans, il se convertit au catholicisme. Après des études de philosophie à Douai, il entre, en 1618, chez les carmes déchaussés de la province Flandro-belge, à Bruxelles. Ordonné prêtre en 1624, il devient maître des novices à Douai et à Lille, et prieur de différents couvents, dont celui de Louvain. Appuyés par le gouvernement espagnol, les déchaux flamands reçoivent, en 1648, de la Propaganda Fide, l'autorisation d'établir une mission catholique dans les Pays-Bas calvinistes. Aussi Vincent est-il envoyé, cette année-là, dans son pays natal. S'établissant à Leyde, il fait de la maison paternelle le premier couvent des déchaux aux Provinces-Unies. En 1649, il est rejoint par Césaire de Saint-Bonaventure, qui se verra contraint de quitter ultérieurement la mission. Il décède, le 6 octobre 1655, au chevet des victimes d'une épidémie de peste. Son œuvre sera poursuivie par de zélés collaborateurs.

## Postérité
Vincent de Saint-Louis a laissé la réputation d'un parfait religieux et d'un authentique missionnaire. À la maison, le carme s'astreint à respecter les conditions de vie stipulées par le Définitoire général : deux heures d'oraison quotidiennes, abstinence totale de viande et interdiction (qui sera ensuite levée) de disposer d'une femme de ménage. Au dehors, l'apostolat est rigoureusement clandestin : Vincent s'adresse essentiellement aux paysans pauvres, restés fidèles au catholicisme de leurs ancêtres; il célèbre l'eucharistie dans des étables ou des granges, à la merci des patrouilles de sergents. Ces conditions de vie, à la fois rudes et épiques, ont été rapportées par Louis de Sainte-Thérèse, ainsi que dans les Relations rédigées par Vincent lui-même à l'adresse de ses supérieurs.